# Спрингфілд (округ Дейн, Вісконсин)
Спрінгфілд (англ. Springfield) — місто (англ. town) в США, в окрузі Дейн штату Вісконсин. Населення — 2929 осіб (2020).

## Демографія

### Перепис 2010
Згідно з переписом 2010 року, у місті мешкали 2734 особи в 1014 домогосподарствах у складі 797 родин. Було 1040 помешкань
Расовий склад населення:
| - 95,9 % — білих - 1,2 % — азіатів - 0,4 % — чорних або афроамериканців - 0,2 % — корінних американців - 1,4 % — осіб інших рас |

До двох чи більше рас належало 0,9 %. Частка іспаномовних становила 3,4 % від усіх жителів.
За віковим діапазоном населення розподілялося таким чином: 24,7 % — особи молодші 18 років, 64,2 % — особи у віці 18—64 років, 11,1 % — особи у віці 65 років та старші. Медіана віку мешканця становила 44,5 року. На 100 осіб жіночої статі у місті припадало 110,6 чоловіків; на 100 жінок у віці від 18 років та старших — 109,6 чоловіків також старших 18 років.
Середній дохід на одне домашнє господарство становив 138 123 долари США (медіана — 104 122), а середній дохід на одну сім'ю — 149 015 доларів (медіана — 123 500). Медіана доходів становила 61 542 долари для чоловіків та 54 722 долари для жінок. За межею бідності перебувало 3,9 % осіб, у тому числі 2,4 % дітей у віці до 18 років та 0,0 % осіб у віці 65 років та старших.
Цивільне працевлаштоване населення становило 1754 особи. Основні галузі зайнятості: освіта, охорона здоров'я та соціальна допомога — 22,6 %, роздрібна торгівля — 11,4 %, сільське господарство, лісництво, риболовля — 10,7 %, виробництво — 10,0 %.

### Перепис 2000
За даними перепису 2000 року населення становило 2762 особи, в місті проживало 770 родини, знаходилося 967 домашніх господарств і 993 будови з щільністю забудови 10,6 будови на км². Густота населення 29,5 людини на км². Расовий склад населення: білі — 97,68 %, афроамериканці — 0,54 %, корінні американці (індіанці) — 0,07 %, азіати — 0,54 %, представники інших рас — 0,36 %, представники двох або більше рас — 0,80 %. іспаномовні становили 0,72 % населення.
У 2000 році середній дохід на домашнє господарство становив $68 663 USD, середній дохід на сім'ю $76 295 USD. Чоловіки мали середній дохід $49 792 USD, жінки $31 674 USD. Середній дохід на душу населення становив $26 946 USD. Близько 3,4 % сімей та 3,8 % населення перебувають за межею бідності, включаючи 3,0 % молоді (до 18 років) та 6,3 % престарілих (старше 65 років).